# Верешть (комуна, Джурджу)
Верешть, Верешті (рум. Vărăști) — комуна у повіті Джурджу в Румунії. До складу комуни входять такі села (дані про населення за 2002 рік):
- Верешть (4164 особи) — адміністративний центр комуни
- Добрень (2340 осіб)

Комуна розташована на відстані 25 км на південний схід від Бухареста, 43 км на північний схід від Джурджу.

## Населення
За даними перепису населення 2002 року у комуні проживали 6504 особи.
Національний склад населення комуни:
| Національність | Кількість осіб | Відсоток |
| -------------- | -------------- | -------- |
| румуни         | 5346           | 82,2%    |
| цигани         | 1157           | 17,8%    |
| угорці         | 1              | < 0,1%   |

Рідною мовою назвали:
| Мова      | Кількість осіб | Відсоток |
| --------- | -------------- | -------- |
| румунська | 6218           | 95,6%    |
| циганська | 285            | 4,4%     |
| угорська  | 1              | < 0,1%   |

Склад населення комуни за віросповіданням:
| Релігія       | Кількість осіб | Відсоток |
| ------------- | -------------- | -------- |
| православні   | 6496           | 99,9%    |
| римо-католики | 4              | 0,1%     |
| лютерани      | 2              | < 0,1%   |
| реформати     | 1              | < 0,1%   |
| не релігійні  | 1              | < 0,1%   |

## Зовнішні посилання
- Дані про комуну Верешть на сайті Ghidul Primăriilor